# Administraţia Naţională Apele Române
Administraţia Naţională Apele Române (Administração Nacional de Águas da Romênia) é uma autarquia vinculada ao Ministério de Recursos Hídricos e Meio Ambiente do governo da Romênia, cuja função é fazer a gestão dos recursos hídricos.